# In Our Bones
| Recensione        | Giudizio |
| ----------------- | -------- |
| Alternative Press | [ 4 ]    |
| Kerrang!          | [ 5 ]    |
| Rock Sound        | 8/10     |
| Sputnikmusic      | 3.9/5    |

In Our Bones è il primo album in studio del gruppo musicale statunitense Against the Current, pubblicato il 20 maggio 2016 per la Fueled by Ramen.

## Il disco
Il 1º agosto 2015, gli Against the Current annunciarono che avevano finito di registrare completamente il loro primo album. Il 6 febbraio 2016 annunciarono il nome e la data di pubblicazione.
Alla pubblicazione del disco fecero seguire un tour mondiale, chiamato In Our Bones World Tour, in supporto all'album. È cominciato il 6 settembre 2016 a Seul e ha toccato diverse città di Asia, Europa, Nord America, Oceania e America Latina. Il tour si è concluso il 18 ottobre 2017 a Buenos Aires. 

## Tracce
1. Running with the Wild Things – 3:43 (Chrissy Costanza, Dan Gow, Will Ferri, Tom Schleiter, Audra Mae)
2. Forget Me Now – 3:01 (Costanza, Gow, Ferri, Schleiter, Nick Long, Stevie Aiello)
3. Chasing Ghosts – 3:30 (Costanza, Gow, Ferri, Schleiter, Long)
4. One More Weekend – 3:05 (Costanza, Gow, Jake Haskell, Ferri, Schleiter, Nolan Sipe)
5. In Our Bones – 2:59 (Costanza, Gow, Ferri, Schleiter, Alexandra Tamposi, Stephen Wrabel, Jordi)
6. Young & Relentless – 3:22 (Costanza, Gow, Haskell, Ferri, Schleiter, Andrew Jackson, Maxim)
7. Runaway – 3:36 (Costanza, Gow, Ferri, Schleiter, Long)
8. Brighter – 3:27 (Costanza, Gow, Ferri, Schleiter, Aiello)
9. Wasteland – 3:25 (Costanza, Gow, Ferri, Sipe, Andrew Goldstein)
10. Blood Like Gasoline – 3:18 (Costanza, Gow, Ferri, Schleiter, Drew Pearson, Maxim)
11. Roses – 3:38 (Costanza, Gow, Haskell, Ferri, Schleiter, Long, Aiello)
12. Demons – 3:24 (Costanza, Gow, Ferri, Schleiter, Michael SanFilippo)

Durata totale: 40:28
Tracce bonus edizione deluxe (Giappone)
1. Steal The Night – 3:22 (Costanza, Gow, Ferri)
2. Zombie – 3:04 (Costanza, Gow, Ferri)

## Formazione
Formazione come da libretto.
Against the Current
- Chrissy Costanza – voce solista
- Daniel Gow – chitarra, chitarra ritmica, basso, cori
- William Ferri – batteria, tastiere, pianoforte, cori

Musicisti aggiuntivi
- Stevie Aiello – pianoforte e cori (traccia 8)
- Jake Haskell – basso

Produzione
- Tommy English – produzione
- Andrew Goldstein – co-produzione (traccia 9)
- Matt Dougherty – ingegneria del suono
- Neal Avron – mixaggio
- Scott Skrzynski – assistente al mixaggio

## Classifiche
| Classifica(2016)           | Posizione raggiunta |
| -------------------------- | ------------------- |
| Austria                    | 56                  |
| Belgio                     | 86                  |
| Canada                     | 83                  |
| Francia                    | 148                 |
| Germania                   | 56                  |
| Regno Unito                | 28                  |
| Regno Unito (download)     | 17                  |
| Regno Unito (physical)     | 29                  |
| Regno Unito (rock & metal) | 2                   |
| Regno Unito (sales)        | 20                  |
| Scozia                     | 21                  |
| Svizzera                   | 60                  |
| Stati Uniti                | 181                 |
| Stati Uniti (alternative)  | 15                  |
| Stati Uniti (heatseekers)  | 2                   |
| Stati Uniti (rock)         | 20                  |
| Stati Uniti (sales)        | 67                  |